# Breathing Lessons: The Life and Work of Mark O'Brien
Pour plus de détails, voir Fiche technique et Distribution.
Breathing Lessons: The Life and Work of Mark O'Brien est un court métrage documentaire américain réalisé par Jessica Yu en 1996.
Il a remporté l'Oscar du meilleur court métrage documentaire lors de la 69e cérémonie des Oscars.

## Synopsis
Mark O'Brien (en) (1949-1999) est un journaliste et poète américain. Atteint par la polio en 1955 il est resté paralysé et sous assistance respiratoire. Le documentaire explore son combat contre la maladie.

## Fiche technique
- Réalisation : Jessica Yu
- Production :  Inscrutable Films, Pacific News Service
- Lieu de tournage : Berkeley, Californie
- Musique : Sandra Tsing Loh
- Montage : Jessica Yu
- Durée : 35 minutes
- Date de sortie : 1996

## Distinctions
- 1997 : Oscar du meilleur court métrage documentaire[1].